# Patrick Flanagan
Patrick „Pat” Flanagan (?–?) olimpiai bajnok amerikai kötélhúzó.
Az 1904. évi nyári olimpiai játékokon indult kötélhúzásban a Milwaukee Athletic Club színeiben, de az amerikai válogatotthoz tartoztak. Rajtuk kívül még 3 amerikai klub és két ország indult (görögök és dél-afrikaiak). A verseny egyenes kiesésben zajlott.